# Gandul (milicia)
Gandul o mancebo gandul era el nombre que recibía el miembro de una especie de milicia urbana del Reino nazarí de Granada y que se mantuvo tras la conquista de Granada por los Reyes Católicos en 1492. Los "gandules" participaron en la rebelión de las Alpujarras junto a los monfíes y a los corsarios turcos y berberiscos. También existía esta milicia en el reino de Fez.

## Historia
Las ciudades del reino nazarí de Granada y singularmente su capital, estaban organizadas en barriadas identificadas por una mezquita. En cada una de ellas existía un milicia de gandules reclutados entre los mozos de la vecindad por un capitán que eran quien los mandaba. Eran conocidos por ser gente bulliciosa y participaron en la rebelión de las Alpujarras como elementos de choque junto con los monfíes y los corsarios turcos y berberiscos.
También existía un cuerpo de gandules en la ciudad de Fez según relata un cronista castellano que escribió que cuando en 1553 los turcos entraron en la ciudad,

como es la ciudad tan populosa, y tiene traça de milicia por Mezquitas, como entre nosotros por parroquias, en un instante se juntaron más de cinquenta mil Moros, que ellos llaman Gandoles, que en nuestro vulgar quiere decir valientes. Précianse de hombres diputados para defensores de la republica: y por esto les an dado este nombre de valientes, aunque ellos no lo son

Julio Caro Baroja señala que "es curioso observar cómo la palabra «gandul» ha quedado en el español corriente para designar a un vago, a un hombre que pudiendo trabajar y hacer algo de provecho se dedica a la holganza. De «gandul» se ha formado incluso un verbo, «gandulear»".